# Кастельбелло-Чіардес
Кастельбелло-Чіардес (італ. Castelbello-Ciardes) — муніципалітет в Італії, у регіоні Трентіно-Альто-Адідже,  провінція Больцано.
Кастельбелло-Чіардес розташоване на відстані близько 550 км на північ від Рима, 70 км на північ від Тренто, 38 км на північний захід від Больцано.
Населення — 2333 особи (2014).

## Демографія
Населення за роками:

Станом на 1 січня 2023 року в муніципалітеті офіційно проживали 163 іноземці з 29 країн, серед них 63 громадяни країн Євросоюзу та 1 громадянин України.

## Сусідні муніципалітети
- Лачес
- Натурно
- Сеналес
- Ультімо